# Tamanami
Il Tamanami (玉波? lett. "Onda torreggiante") è stato un cacciatorpediniere della Marina imperiale giapponese, decima unità della classe Yugumo. Fu varato nel dicembre 1942 dai cantieri navali Fujinagata.
Appartenente alla 32ª Divisione, in realtà operò quasi sempre slegato dalle navi sorelle in intensive missioni di difesa al traffico marittimo, o di scorta a grandi unità da guerra, tra il Giappone e le basi sparpagliate nell'oceano Pacifico. Sopravvisse senza danni al bombardamento di Rabaul (5 novembre 1943) e alla battaglia del Mare delle Filippine (19-20 giugno 1944), durante la quale fu schierato in modo organico con il reparto d'appartenenza. Distaccato di nuovo per difendere una petroliera in solitaria, fu sorpreso da un sommergibile statunitense il 7 luglio, molto al largo di Manila; fu distrutto da una forte esplosione e colò a picco con tutto l'equipaggio, incluso il comandante della divisione.

## Servizio operativo

### Costruzione
Il cacciatorpediniere Tamanami fu ordinato nell'anno fiscale edito dal governo giapponese nel 1939. La sua chiglia fu impostata nel cantiere navale della ditta Fujinagata, a Osaka, il 16 marzo 1942 e il varo avvenne il 20 dicembre dello stesso anno; fu completato il 30 marzo 1943 oppure, come sostiene un'altra fonte, il 30 aprile 1943. Il comando fu affidato al capitano di fregata Eiji Sakuma.

### 1943
Il Tamanami fu immediatamente assegnato all'11ª Squadriglia cacciatorpediniere, dipendente dalla 1ª Flotta e demandata all'addestramento delle nuove unità in tempo di guerra. L'8 giugno fu inviato in tutta fretta nella rada di Hashirajima, dove la nave da battaglia Mutsu era esplosa agli ormeggi: contribuì alle operazioni di salvataggio. Il successivo 1º luglio fu assegnato direttamente alla 2ª Squadriglia cacciatorpediniere, dipendente dalla 2ª Flotta che si trovava nella base oceanica di Truk. Il 7 il Tamanami passò al comando del capitano di fregata Kyūji Aoki e, tre giorni più tardi, scortò con altre unità la piccola portaerei Chuyo e la nave appoggio idrovolanti Nisshin da Yokosuka a Truk, raggiunta il 15 luglio. Il giorno successivo caricò un nucleo di fanteria e salpò subito alla volta dell'isola di Nauru: fece scendere i rinforzi e il 22 faceva il suo ingresso nella rada di Truk. Tra il 14 agosto e il 2 settembre costituì con altro naviglio lo schermo difensivo di un paio di convogli che fecero la spola tra Truk e le isole Palau, quindi verso la fine del mese partecipò alla sortita in massa della Flotta Combinata verso l'atollo di Eniwetok, in risposta a una serie di incursioni della flotta di portaerei statunitensi contro le isole Marshall: non ci fu alcun contatto e il 25 il Tamanami e il resto della flotta era tornato alla base. Il 29, pertanto, salpò a fianco della portaerei Junyo e l'accompagnò fino a Kure: qui arrivati il 5 ottobre, l'equipaggio del Tamanami fu informato che, a decorrere dal 1º del mese, era stato assegnato alla 32ª Divisione cacciatorpediniere (Hayanami, Fujinami, Suzunami), uno dei reparti della 2ª Squadriglia. Dopo che la Junyo ebbe caricato velivoli e personale il Tamanami poté scortarla di nuovo a Truk (19 ottobre) e raggiungere così la divisione d'appartenenza con la quale, tra il 3 e il 5 novembre, seguì il grosso degli incrociatori pesanti della 2ª Flotta, inviati alla piazzaforte di Rabaul per sostenere l'8ª Flotta nell'appena iniziata campagna di Bougainville. La squadra arrivò il 5 a destinazione solo per essere colpita da un'inaspettata incursione aerea, durante la quale fu perduto il Suzunami. Il Tamanami fu assegnato a difendere i danneggiati Suzuya e Mogami nel loro rientro a Truk, avvenuto l'8; lasciò quindi l'atollo con l'Atago e il Takao, scortandoli sino a Yokosuka per le riparazioni e nella cui zona rimase nei giorni successivi. Forse in questa occasione l'albero tripode prodiero fu rinforzato per ospitare una piccola piattaforma sorreggente un radar Type 22, adatto all'individuazione di bersagli navali; alla base dell'albero fu costruita una camera per gli operatori. Il 26 novembre levò le ancore da Yokosuka con i cacciatorpediniere Tanikaze, Akizuki, Shimakaze, le portaerei Shokaku e Chitose e arrivò a Truk il 1º dicembre. Fino a metà mese rimase a vigilare sui movimenti di petroliere tra l'atollo e le isole Palau, poi il 16 si affiancò al Mogami e lo scortò a Kure, toccata il 21.

### 1944 e l'affondamento
Il 19 gennaio 1944 il Tamanami salpò da Yokosuka alla volta di Truk inquadrato nella formazione di copertura alle portaerei Zuiho, Chiyoda e all'incrociatore Takao rimesso in efficienza. Il gruppo si fermò nella rada atollina il 3 febbraio e il Tamanami rimase nell'area una settimana, in attesa dei cacciatorpediniere Shiratsuyu e Michishio per fornire adeguata scorta alla nave da battaglia Musashi e all'incrociatore leggero Oyodo che si spostarono da Truk a Yokosuka (10-15 febbraio). Le fonti sembrano indicare che il Tamanami sostò nelle acque metropolitane per oltre un mese e soltanto il 22 marzo le lasciò a fianco di un convoglio, che recò truppe e materiali a Saipan il 2 aprile; il 7 riprese la navigazione di scorta che, dopo una tappa a Ulithi, si concluse alle Palau il 14. Due giorni dopo partì per tornare in Giappone, arrivando a Yokosuka il 20 aprile. Si spostò in un momento imprecisato a Saeki, dove si raccolsero la Musashi e le portaerei Chitose, Chiyoda, Zuiho; il Tamanami fece parte del gruppo di copertura che, tra il 10 e il 16 maggio, si occupò di accompagnare queste unità all'isola di Okinawa e fino all'ancoraggio avanzato di Tawi Tawi. Per il mese successivo le attività del Tamanami non sono note, ma si sa che il 15 giugno il capitano Aoki, avendo ricevuto la promozione a capitano di vascello, scelse il cacciatorpediniere come nave ammiraglia della 32ª Divisione: il Tamanami transitò perciò agli ordini del capitano di fregata Tomiji Chihagi. A questo punto della sua carriera il Tamanami doveva aver ricevuto due installazioni triple di Type 96 da 25 mm, piazzate su due piattaforme erette ai lati del fumaiolo anteriore; di conseguenza i paramine e metà della ricarica per i tubi lanciasiluri dovevano essere stati rimossi. Incerto, invece, se fosse già in possesso di un radar Type 13 (specifico per i bersagli aerei) fissato all'albero tripode di maestra.
Il Tamanami guidò il resto della 32ª Divisione da Tawi Tawi verso le Filippine imitando i movimenti della flotta da battaglia, che si riunì a ovest delle isole Marianne per respingere la Quinta Flotta statunitense: ne nacque la disastrosa battaglia del Mare delle Filippine del 19-20 giugno. Il Tamanami e i gregari furono schierati nella "Forza d'avanguardia" del viceammiraglio Takeo Kurita, comandante in capo della 2ª Flotta, e poterono solo incrementare gli sbarramenti contraerei in quello che fu uno scontro eminentemente aeronavale. A seguito della sconfitta nipponica le navi ripiegarono verso il Giappone; il Tamanami accompagnò fino a Okinawa la petroliera Kokuyo Maru e, il 23, salpò assieme a questa e con il Fujinami in direzione di Manila e quindi di Singapore, toccata il 29. Il 2 luglio il piccolo convoglio, arricchito anche dall'incrociatore leggero avariato Kitakami lasciò la città per raggiungere la capitale filippina e di lì Kure ma, il 7, fu attaccato dal sommergibile USS Mingo, che piazzò uno o più siluri sul Tamanami. Il cacciatorpediniere fu annientato dall'esplosione e affondò rapidamente in un punto 150 miglia a ovest-sud-ovest di Manila (13°55′N 118°30′E) con i capitani Aoki, Chihagi e tutto il resto dell'equipaggio.
Il 10 settembre 1944 il Tamanami fu rimosso dai ruoli della Marina imperiale.